# 天秤を持つ女
『天秤を持つ女』（てんびんをもつおんな、蘭: Vrouw met weegschaal、英: Woman Holding a Balance）は、オランダ黄金時代の画家ヨハネス・フェルメールが1662年から1663年ごろに描いた絵画。キャンバスに油彩で描かれた作品で、ワシントンD.C.のナショナル・ギャラリー・オブ・アートが所蔵している。
この作品は『金を量る女』と呼ばれていたこともあったが、詳細な調査の結果、女性が持つ天秤には何も乗せられていないことが分かった。この作品が持つとされる主題や寓意にはさまざまな説があり、女性が象徴しているものも聖性と世俗性の二説に大きくわかれている。

## 主題

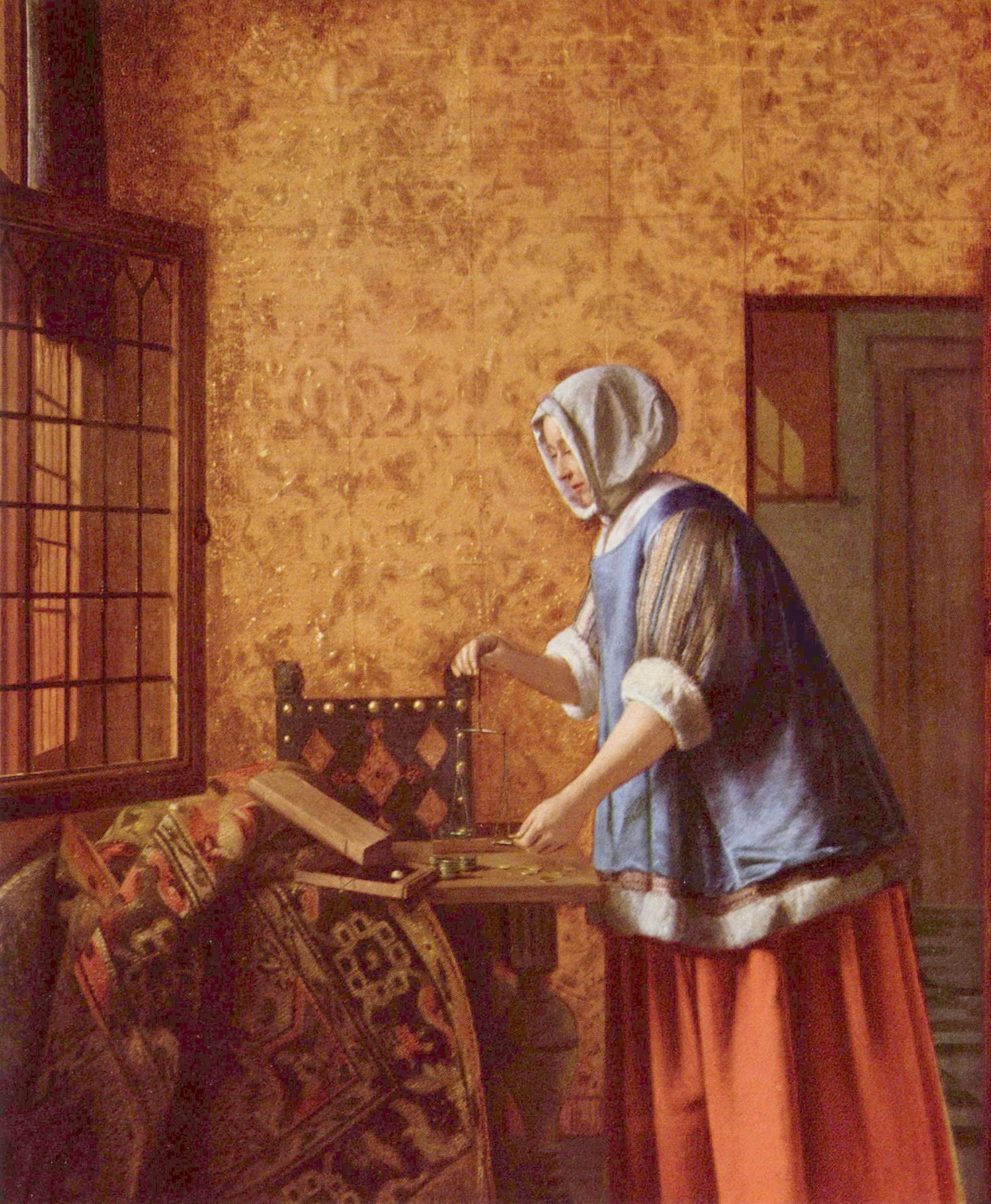
ピーテル・デ・ホーホ作、『金貨を秤る女』（1664年頃)、絵画館 (ベルリン)

『天秤を持つ女』には、真珠の首飾りや金細工がこぼれ出している宝石箱が置かれたテーブルを前にして、空の天秤を持って立つ若い女性を描かれている。前景左側には鏡、その下の寄せられた青い布、そして画面左上には金色のカーテンに隠れた、明りをもたらす窓が表現されている。背景の壁には高い位置で両手を広げるキリストを描いた「最後の審判」の絵画がかけられている。描かれている女性はフェルメールの妻カタリーナをモデルとしているとされる。
ロベルト・ウエルタの著作『フェルメールとプラトン、絵画のイデア (Vermeer and Plato: Painting the Ideal )』（2005）によると、描かれているモチーフはさまざまな「聖なる真理あるいは神の裁きとしてのヴァニタスであり、宗教的救済と平衡で内省的な暮らしをもたらすもの」であるとしている。また、秤を持つ女性は自身の価値を量っているとする説や、『マタイによる福音書』13:45-46 の「高価な真珠のたとえ話」から、自身とキリストの振る舞いを比べようとしているという説もある。ジョン・マイケル・モンティアス (en:John Michael Montias) らのように、この女性は「胎児の魂を量る象徴」であり、聖母マリアを意味すると主張する美術史家もいる。さらに、この女性は自身の人間性を量っており、「最後の審判」と並べることによって、女性は現世の財宝よりも天界の宝物を重要視すべきであることを示唆しているという説を唱える研究者もいる。この観点からすると、壁に掛けられた鏡は、女性が欲しがるものは空しいヴァニタスにすぎないという考えの裏付けとなるかもしれない。

## 来歴
『天秤を持つ女』は1662年から1663年ごろに描かれた。『金を量る女 (Woman Weighing Gold )』と呼ばれていたこともあったが、顕微鏡を用いた詳細な調査の結果、女性が持つ天秤には何も乗せられていないことが分かった。『天秤を持つ女』は、フェルメール最大のパトロンだったピーテル・ファン・ライフェンが所有していた絵画コレクションの一つで、ファン・ライフェンの死後に女婿ヤーコプ・ディシウスがこのコレクションを受け継いだ。ディシウスは1695年に死去し、1696年にアムステルダムで開催された遺品売却のオークションで、『天秤を持つ女』を含む大規模なフェルメールの絵画コレクションが出品されている。この『天秤を持つ女』は155ギルダーの値で売却された。このときのオークションで他のフェルメールの作品についた価格としては、『眠る女』が62ギルダー、『士官と笑う娘』が44ギルダーほどであり、『牛乳を注ぐ女』は『天秤を持つ女』よりも高価な177ギルダーだった。